# 美波町立由岐中学校
美波町立由岐中学校（みなみちょうりつ ゆきちゅうがっこう）は、徳島県海部郡美波町西の地字谷裏にある公立中学校。
また美波町立由岐中学校伊座利分校もある。かつては美波町立由岐中学校阿部分校もあった。

## 基礎データ
全校生徒数
- 69人（本校61人、分校8人）（平成26年度）[1]

## 沿革
- 1947年（昭和22年） - 三岐田中学校として創立。
- 1955年（昭和30年） - 由岐中学校に校名改称。

## 校訓
- 自律
- 協同

## 校歌
- 作詞: 金沢治
- 作曲: 宗像敬

## 部活動
- 野球
- 卓球
- バレー
- テニス

全国大会に出場など数々の好成績を収めている
- マンドリン同好会[2]

## 関連学校
- 美波町立由岐小学校
- 美波町立木岐小学校

## 通学区域が隣接している学校
- 美波町立日和佐中学校
- 阿南市立福井中学校
- 阿南市立阿南第二中学校

## 交通
- JR牟岐線由岐駅から徒歩